# Roberto Prádez y Gautier
Roberto Prádez Gautier (nacido entre marzo y julio de 1772 en Zaragoza; muerto el 7 de diciembre de 1836 en Madrid) fue un grabador calcográfico, profesor de dibujo y caligrafía y el primer profesor mudo para sordomudos en España.

## Biografía
Sordo de nacimiento, fue educado por sus padres, que no eran sordos. Tras la pronta muerte de sus padres, se inscribe con 16 años en la Academia de Bellas Artes de San Carlos en Valencia.
En 1797 se deplaza a Madrid para seguir estudiando en la Academia de San Fernando, cuyo presidente de honor y antiguo presidente era Francisco de Goya, ya sordo en esa época. Tuvo éxito, ganó un concurso. Su éxito artístico sólo se mantuvo hasta 1801, pero siguió recibiendo el dinero de una beca hasta 1804.
En mayo de 1805 se dirigió a la Real Escuela de Sordomudos que se había fundado en enero de ese mismo año y se ofreció como profesor para enseñar a leer, escribir y dibujar. La dirección del colegio se mostró entusiasmada con la posibilidad de tener un maestro que estuviera en las mismas condiciones de sordera que los alumnos. Sin embargo, el rey, por falta de dinero, rechazó otorgar una subvención y Prádez tuvo que enseñar varios años sin sueldo fijo.
Tanto Prádez como los alumnos cuyo destino compartía padecieron una gran de falta de medios durante la Guerra de la Independencia Española, de 1811 a 1814. Prádez envió cartas pidiendo ayuda para ropa, pero no consiguió nada. Junto con sus alumnos, Prádez tuvo que trasladarse en 1812 a la casa de caridad y finalmente salir a pedir a la calle. Una parte de su alumnado murió debido a ciertas enfermedades de la época, provocadas algunas de ellas, y en cierta medida, por la carencia de alimentos y la consecuente malnutrición.
En 1814, tras la expulsión de los franceses, la escuela fue reabierta y Prádez y los alumnos supervivientes pudieron volver. En 1815 Prádez se casó con Modesta Sierra. Tras varios cambios de gobierno, se realizaron purgas de los empleados públicos, que Prádez superó con dificultad, ya que había realizado algunas declaraciones contradictorias.
Hasta su muerte, el 7 de diciembre de 1836, permaneció como maestro de la Escuela Real.